# الاتحاد الديمقراطي النمساوي
الاتحاد الديمقراطي النمساوي (بالألمانية österreichische demokratische union) عبارة عن تجمع شكله المنفيون من النمسا في بريطانيا في أغسطس 1941 أثناء حرب العالمية الثانية. كان مقره في المكتب النمساوي أو المركز النمساوي ويتألف من الديمقراطيين الاشتراكيين والليبراليين - جنبًا إلى جنب مع ملكية هابسبورغ بشكل أساسي في الرابطة النمساوية (الموقعون على إعلان المجتمع النمساوي ) الذين شكلوا المجموعة المهيمنة في مجتمع المنفى القوي البالغ عددهم 30.000 في بريطانيا وقت الحرب. بحلول عام 1944، اجتذب اتحاد الديمقراطي النمساوي حوالي 300 عضو، معظمهم من المثقفين والمصرفيين ورجال الأعمال والمحامين. فضلت الحكومة البريطانية النظام الملكي بشكل غير رسمي.